# Deni Jurić
Deni Jurić (Kogarah, 3 settembre 1997) è un calciatore australiano con cittadinanza croata, attaccante del Koper.

## Biografia
È fratello di Tomi, anch'egli calciatore.

## Carriera

### Club
Cresciuto nel settore giovanile del Sesvete, ha esordito in prima squadra il 20 novembre 2015 disputando l'incontro di Druga HNL perso 1-0 contro l'Hrvatski Dragovoljac.

### Nazionale
Ha giocato nella nazionale croata Under-19 e nella nazionale australiana Under-23.

## Statistiche

### Presenze e reti nei club
Statistiche aggiornate al 7 maggio 2021.
| Stagione        | Squadra         | Campionato      | Campionato | Campionato | Coppe nazionali | Coppe nazionali | Coppe nazionali | Coppe continentali | Coppe continentali | Coppe continentali | Altre coppe | Altre coppe | Altre coppe | Totale | Totale |
| Stagione        | Squadra         | Comp            | Pres       | Reti       | Comp            | Pres            | Reti            | Comp               | Pres               | Reti               | Comp        | Pres        | Reti        | Pres   | Reti   |
| --------------- | --------------- | --------------- | ---------- | ---------- | --------------- | --------------- | --------------- | ------------------ | ------------------ | ------------------ | ----------- | ----------- | ----------- | ------ | ------ |
| 2020-2021       | Sebenico        | 1. HNL          | 29         | 11         | CC              | 1               | 0               | -                  | -                  | -                  | -           | -           | -           | 30     | 11     |
| Totale carriera | Totale carriera | Totale carriera | 29         | 11         |                 | 1               | 0               |                    | -                  | -                  |             | -           | -           | 30     | 11     |

## Palmarès

### Club

#### Competizioni nazionali
- Campionato croato: 1

Dinamo Zagabria: 2021-2022
- Supercoppa di Croazia: 2

Dinamo Zagabria: 2022, 2023